# 数据迁移项目
数据传输项目( Data Transfer Project ) 是一项开源计划，這個項目的目的是讓用戶可以在多个在线平台之间更方便地轉移數據（數據可移植性）。该项目由Google于2018 年7月20日启动并推出，目前Facebook 、微软、 Twitter 、 和蘋果公司已加入這個項目。